# Dienst van’s Lands Bosbeheer

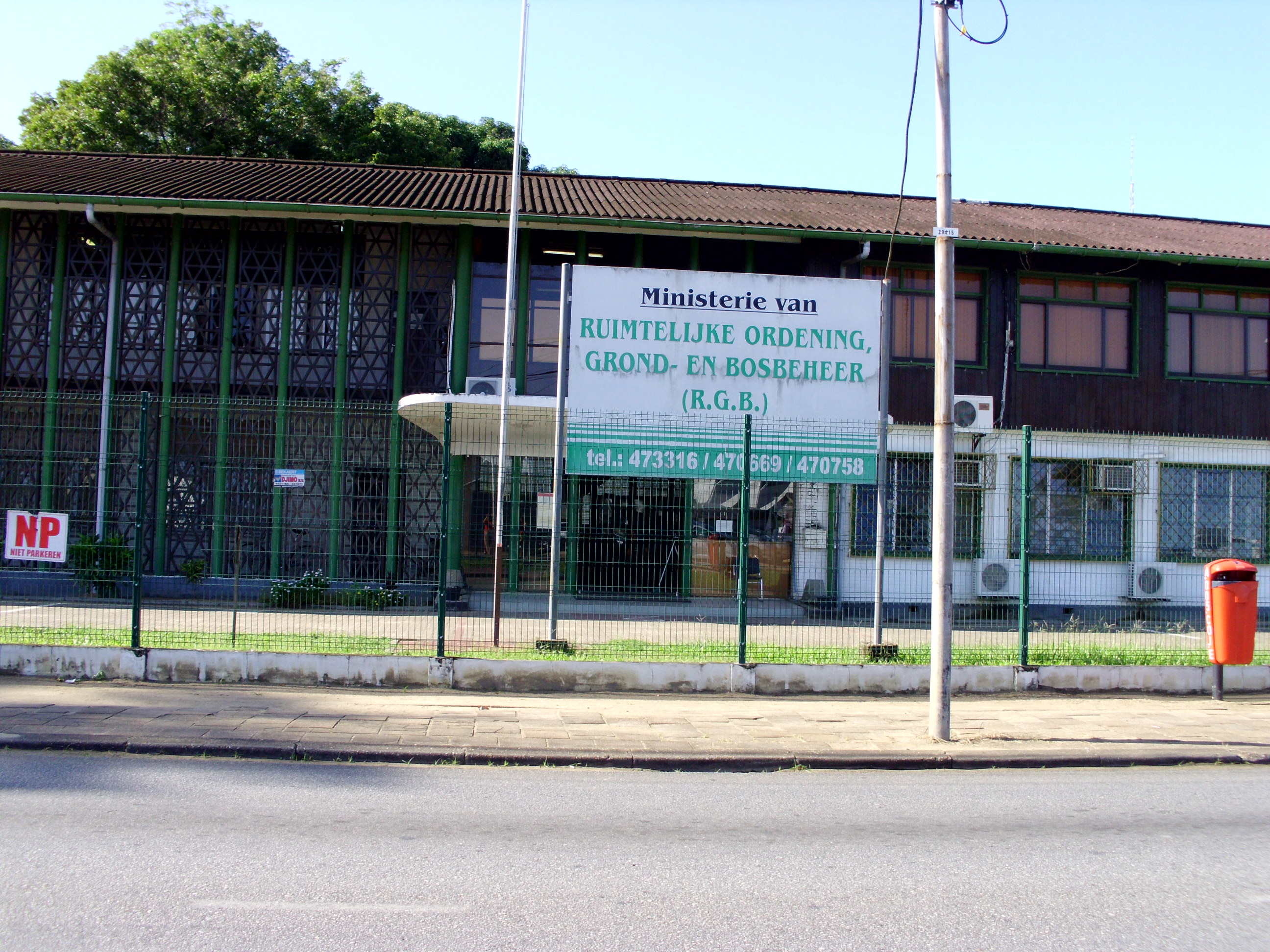
Sitz in Paramaribo,
Cornelis Jongbawstraat 10–12

Der Dienst van’s Lands Bosbeheer (LBB) ist eine staatliche Jagd- und Forstverwaltung in Suriname. 
LBB war Bestandteil des Ministeriums für Ruimtelijke Ordening, Grond- en Bosbeheer (Raumordnung, Grund- und Forstverwaltung, vormals angegliedert an das Ministerium für Natuurlijke Hulpbronnen, Natürliche Ressourcen) und wurde 1947 zur Verwaltung der Biodiversität von Suriname eingerichtet.
Unter Präsident Chan Santokhi wurde das Ministerium für Ruimtelijke Ordening, Grond- en Bosbeheer aufgeteilt. LBB gehört seit 2020 zum Ministerium von Grondbeleid en Bosbeheer (Landpolitik, Liegenschaften und Forstwirtschaft).
Nach dem Naturschutzgesetz von 1954 obliegt ihm vor allem der Schutz und Verwaltung der Naturschutzgebiete – siehe Liste der Naturschutzgebiete in Suriname. Nach diesem Gesetz ist es bei Strafe verboten, absichtlich oder fahrlässig der Bodenbeschaffenheit, der Naturschönheit, der Flora, der Fauna und dem Wert der Reservate zu schaden. Weiter ist das Campen, Feuermachen, Bäumefällen und das Brennen von Holzkohle ohne Zustimmung des LBB verboten. Schließlich ist es verboten, ohne Erlaubnis des Lands Bosbeheer zu jagen, zu fischen, Hunde mitzuführen und Gewehre oder Jagd- und Fangmittel zu tragen.
Zur Kontrolle werden Jagd- und Buschaufseher eingesetzt. 